# Spy Smasher
Spy Smasher è il nome di due personaggi immaginari comparsi nei fumetti pubblicati dalla DC Comics. Il primo era un supereroe che era originariamente di proprietà della Fawcett Comics. Il secondo è un'agente anti-terrorista femminile del governo.

## Storia

### Alan Armstrong
Simile a Batman e al Blue Beetle della Modern Age (Jaime Reyes), Spy Smasher (vero nome Alan Armstrong) è un detective professionista, equipaggiato da un gran numero di gadgets ed un veicolo specializzato, il "Gyrosub", che era una combinazione tra un aeroplano, un'automobile ed un sottomarino. Creato da Bill Parker e C.C. Beck, Spy Smasher fu introdotto in Whiz Comics n. 2 (febbraio 1940). Insieme a Capitan Marvel, Spy Smasher fu uno dei più popolari personaggi del fumetto.
Il suo nome fu cambiato in Crime Smasher dopo la fine della Seconda guerra mondiale, ed il primo numero di Crime Smasher fu pubblicato nel 1948. Nel 1953, la Fawcett cessò le pubblicazioni di tutti i fumetti dei supereroi, dopo aver avuto una battaglia legale contro la DC, che l'accusava di aver violato la legge sul copyright riguardo al personaggio di Superman, secondo loro utilizzato per la creazione di Capitan Marvel.
Dopo che la DC Comics ottenne i diritti sui personaggi della Fawcett nel 1972, Spy Smasher cominciò a comparire irregolarmente nelle sue nuove pubblicazioni, venendo presentato come uno degli eroi della Terra-S precedente alla Crisi sulle Terre infinite. Il personaggio fu utilizzato più che altro nella serie del 1990 The Power of Shazam!, in cui un Alan Armstrong invecchiato raccontava spesso delle sue avventure come Spy Smasher. Nel n. 24 di The Power of Shazam! fu dedicato al racconto di Alan riguardo alla missione che durante la Guerra Fredda condivise con un archeologo di nome C.C. Batson, raccontata ai piccoli Batson, Billy e Mary (alter ego di Capitan Marvel e Mary Marvel).
Mentre Alan era ancora Spy Smasher in questa storia, un crossover tra The Power of Shazam! e Starman nel 1997 incluse Jack Knight a rivivere la storia degli eroi della Fawcett Comics, e menzionò che pensava che Spy Smasher fosse Crime Smasher, ma non ne era sicuro.
La AC Comics pubblicò alcune delle storie dello Spy Smasher della Golden Age che erano divenute di pubblico dominio.

### Katarina Armstrong
Un nuovo Spy Smasher, l'agente governativo Katarina Armstrong, creata da Gail Simone, comparve per la prima volta in Birds of Prey n. 100 (gennaio 2007). È un'agente donna anti-terrorista di alto rango affiliata con numerose agenzie americane, del Commonwealth e delle Nazioni Unite. La sua relazione con Alan Armstrong non è stata ancora rivelata, sebbene il suo costume e la sua identità segreta sembrano essere chiaramente ispirati a lui. Fu descritta nella sua prima comparsa, come una donna con un comportamento dominante, che non esita ad uccidere o ad ordinare di uccidere al fine di completare la sua missione. Avendo forzato Oracolo a lavorare con lei, pianificò di divenire il capo dell'organizzazione Birds of Prey e di usurpare il posto di Oracolo stessa. Nel n. 103 indicò che Katarina e Oracolo erano amiche al college. Ad un certo punto, prima del debutto di Katarina, divennero rivali. Quel numero mostrò un flashback in cui le due donne competevano in una gara, in cui Katarina batté Barbara barando, per affermarlo successivamente di fronte ai giudici dopo al vittoria.
Katarina accompagnò i Birds of Prey in una missione in Russia, e in un conflitto con i Segreti Sei, Katarina trovò un marcatore simile in Deadshot. Katarina assunse la guida dei Birds of Prey da Oracolo e licenziò Lady Blackhawk per dissenso. Tornati alla base di Oracolo, venne sfidata in combattimento da Barbara, che riuscì a dare a Katarina una bella lezione. Fu umiliata quando affrontò il fronte unito di ogni singolo ex agente vivente di Barbara. Spy Smasher se ne andò in disgrazia dopo essere stata minacciata da Black Canary, ma prima di farlo diede ad Oracolo alcune informazioni riguardo Misfit.
Fu più tardi menzionato in Checkmate n. 16 da Sasha Bordeaux che Josephine Tautin l'aveva "gettata a calci in un profondo buco nero. Qualcosa che si divertì a fare, accidentalmente". In Checkmate n. 18 si vede Sasha scusarsi personalmente a Barbara per le azioni di Katarina.

### Caratterizzazione
Il creatore Gail Simone disse su Katarina, "Sentivo che l'Universo DC aveva bisogno di un Jack Bauer. In questi primi numeri, somiglia ad un'appuntita allegoria all'abuso di potere da parte del governo, ma lei non deve vederlo in questo modo, ed è molto più complicata di così. Sarebbe una cosa errata semplicemente mostrarla cattiva e detestabile, credo. Ha del carattere. E conosce le debolezze di Barbara. Mi piace. È molto dark...Anche più della natura competitiva esistente tra Babs e Katarina, è una perfetta, valida ed onesta differenza ideologica di opinioni. Babs crede che ciò che fa sia necessario, Katarina crede che ciò che fa Babs sia tradire. In realtà si piacciono a vicenda, ma come due sorelle combattono dai lati opposti della Guerra Civile, la distanza tra di loro è così vasta e così marcata che non possono neanche sperare di riconciliarsi. Erano amiche; i loro ideali fanno di loro le peggiori nemiche".

### Poteri e abilità
Spy Smasher è un cecchino esperto ed un combattente al livello di deadshot. Affermò di essere un'autorità politica più alta di qualunque altro negli Stati Uniti, anche del Presidente, ma fu soppiantata da Sasha Bordeaux in un numero di Checkmate. Sebbene esplicitamente affermò che il supo lavoro era quello di uccidere le persone, più specificatamente i terroristi e coloro che volevano fare del male agli Stati Uniti, sebbene lo descrisse direttamente come "prendere una vita".

## Altri media
- Nel 1942, Spy Smasher fu adattato in un serial di 12 puntate diretto da William Witney per la Republic Pictures. Spy Smasher ebbe protagonista l'attore Kane Richmond in un doppio ruolo, sia quello del protagonista che quello del suo fratello malvagio, e Marguerite Chapman vestiva i panni della fidanzata in pericolo del fratello, Eve Corby. Pubblicato in 100 minuti nel 1966, il serial fu ri-trasmesso per la televisione sotto il titolo di Spy Smasher Returns.
- Spy Smasher ebbe un breve momento nella serie animata Justice League Unlimited, nell'episodio "Patriot Act", in cui una sequenza flashback lo mostrava mentre tentava di evitare la creazione di Capitan Nazi e di confiscare il siero che sarebbe stato poi utilizzato nell'episodio successivo.
- Spy Smasher è in lista per comparire come comparsa nell'imminente videogioco DC Universe Online.
- In Kingdom Come di Alex Ross e Mark Waid, Spy Smasher compare con un vestito post-Guerra Fredda e con il nome di Spy Smasher II.